# Einsteinium-253
Einsteinium-253 of 253Es is een onstabiele radioactieve isotoop van einsteinium, een actinide en transuraan element. De isotoop komt van nature niet op Aarde voor.
Einsteinium-253 kan ontstaan door radioactief verval van californium-253, fermium-253 of mendelevium-257.
{\displaystyle {\ce {{^{253}_{98}Cf}->{^{253}_{99}Es}+{e^{-}}+{\bar {\nu }}_{e}}}}
{\displaystyle {\ce {{^{253}_{100}Fm}->{^{253}_{101}Md}+{e^{-}}+{\bar {\nu }}_{e}}}}
{\displaystyle {\ce {{^{257}_{101}Md}->{^{253}_{99}Es}+\,_{2}^{4}\alpha }}}
Einsteinium-253 was de eerste isotoop van het element die ontdekt werd. In 1952 deden Albert Ghiorso van de Universiteit van Californië - Berkeley en G.R. Choppin van het Los Alamos National Laboratory onderzoek naar puin dat was achtergebleven na de eerste test met waterstofbommen (Operation Ivy). Zij ontdekten de isotoop 253Es die was ontstaan uit de fusie van een uraniumkern met 15 neutronen. Vanwege van de Koude Oorlog werden de bevindingen geheimgehouden tot 1955.

## Radioactief verval
Einsteinium-253 vervalt vrijwel volledig onder uitzending van alfastraling tot de radio-isotoop berkelium-249:
{\displaystyle {\ce {{^{253}_{99}Es}->{^{249}_{97}Bk}+\,_{2}^{4}\alpha }}}
De halveringstijd gedraagt ongeveer 20,5 dagen.
239Es · 240Es · 241Es · 242Es · 243Es · 244Es · 245Es · 246Es · 247Es · 248Es · 249Es · 250Es · 250mEs · 251Es · 252Es · 253Es · 254Es · 254mEs · 255Es · 256Es · 256mEs · 257Es · 258Es